# إيمان مسكيني
إيمان مسكيني (بالنرويجية البوكمول: Iman Meskini)‏ هي ممثلة نرويجية ولدت في 3 مارس 1997 من أم نرويجية وأب تونسي. اشتهرت في خريف عام 2015 بعد أن أدت الدور الرئيسي في الموسم الرابع من المسلسل الدرامي الشبابي "سكام" (عار) بشخصية سناء بكوش على قناة أن أر كا.
لعبت مسكيني كحارسة لنادي هوبرهاتين لكرة السلة خلال عام 2016-2017. وحاليا تدرس اللغة العربية والشرق الأوسط في جامعة أوسلو. وتقضي فترة التجنيد في القوات المسلحة الجوية النرويجية

## الأعمال

### المسلسلات
- 2015 – 2017 : عار (مسلسل نرويجي) : سناء بكوش